# Lijst van bezienswaardigheden in Parijs

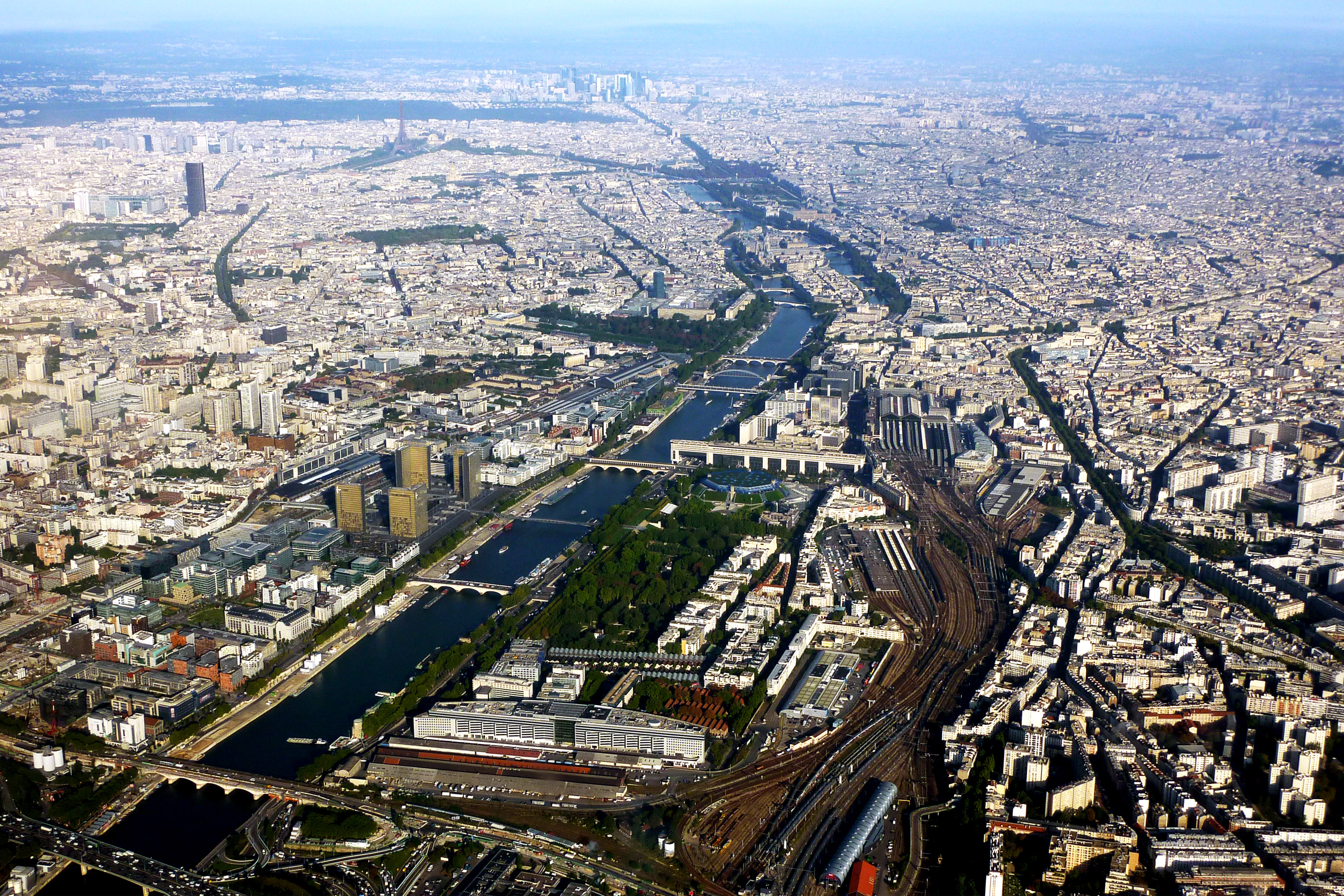
Het centrum van Parijs

Hieronder volgt een lijst van bezienswaardigheden in Parijs. Per hoofd worden de bezienswaardigheden genoemd in de volgorde van het nummer van het arrondissement van Parijs waar ze zich bevinden.
Parijs, de hoofdstad van Frankrijk, is de stad in de wereld, die het meeste door toeristen wordt bezocht. In 2013 zijn meer dan 32 miljoen toeristen in Parijs geweest. Bekendste bezienswaardigheden zijn de Eiffeltoren, de Notre-Dame en de Arc de Triomphe. Kenmerkend voor Parijs zijn de huizen gebouwd in de neoclassieke architectuur van Haussmann.
De Axe historique is een lijn van historische monumenten, gebouwen en doorgangen, die van het Louvre in het centrum naar de Grande Arche in la Défense in het westen loopt. Op de Axe historique liggen: het Louvre, de Arc de Triomphe du Carrousel, de Place de la Concorde met de obelisk, de Champs-Élysées, de Arc de Triomphe en de Grande Arche.

## Gebouwen en bouwwerken

### Paleizen
- Palais-Royal
- Palais du Luxembourg
- Hôtel des Invalides
- Élysée, alleen open voor het publiek tijdens de Open Monumentendag
- Grand Palais
- Palais de Chaillot

### Torens, zuilen en kolommen
- Tour Saint-Jacques
- Eiffeltoren
- Luxor obelisk
- Colonne de Juillet
- Tour Montparnasse
- Toren van Jan zonder Vrees

### Bogen en poorten
- Arc de Triomphe du Carrousel
- Arc de Triomphe
- Porte Saint-Denis
- Porte Saint-Martin
- Grande Arche

### Kerken en kathedralen
- Église Saint-Roch
- Sainte-Chapelle
- Église Saint-Eustache
- Notre-Dame van Parijs
- Église Sainte-Clotilde
- Église Saint-Louis-en-l'Île
- Église Saint-Nicolas-du-Chardonnet
- Église Saint-Étienne-du-Mont
- Église Saint-Germain-des-Prés
- Église Saint-Sulpice
- Église de la Madeleine
- Église de la Sainte-Trinité
- Notre-Dame-du-Perpétuel-Secours
- Sacré-Cœur
- Sint-Augustinuskerk
- Kathedraal van Saint-Denis

### Musea
- Louvre
- Musée Picasso
- Centre Pompidou
- Musée de Cluny
- Musée d'Orsay
- Musée du quai Branly
- Musée Rodin
- Musée des Égouts de Paris
- Palais de la Découverte
- Musée Gustave Moreau
- Musée Bourdelle
- Musée Pasteur
- Musée de la Poste
- Musée Marmottan Monet
- Cité des sciences et de l'industrie

### Overige
- Conciergerie
- Palais Brongniart, de beurs
- Hôtel de Ville
- Panthéon
- Sorbonne

## Vrije tijd en winkelen

### Uitgaan
- Opéra Garnier
- Opéra Bastille
- Moulin Rouge

### Sport
- Palais Omnisports de Paris-Bercy
- Parc des Princes
- Stade Roland-Garros
- Hippodrome d'Auteuil
- Hippodrome de Longchamp
- Hippodrome de Vincennes
- Stade de France

### WarenhuizenGrand magasins
- La Samaritaine
- Bazar de l'Hôtel de Ville
- Le Bon Marché
- Galeries Lafayette Haussmann
- Printemps Haussmann

## Groenvoorzieningen

### Bos
- Bois de Vincennes
- Bois de Boulogne

### Tuinen en parken
- Tuilerieën
- Jardin Nelson-Mandela
- Jardin du Palais-Royal
- Jardin des Plantes
- Jardin du Luxembourg
- Champ-de-Mars
- Parc Monceau
- Jardins des Champs-Élysées
- Promenade plantée
- Parc de Bercy
- Parc floral de Paris
- Jardin de l'Arsenal
- Parc Montsouris
- Cité Universitaire
- Parc André Citroën
- Parc Georges-Brassens
- Jardin Atlantique
- Le Jardin d'acclimatation
- Parc des Buttes-Chaumont
- Parc de la Villette
- Parc de Belleville

## Waterwegen
De bruggen en eilanden, respectievelijk over en in de Seine, worden in de richting stroomop gegeven.
- Seine
- Canal Saint-Martin

### Bruggen
- Pont Mirabeau
- Pont de l'Alma
- Pont Alexandre-III
- Pont de la Concorde
- Pont Royal
- Pont des Arts
- Pont Neuf
- Pont Saint-Louis
- Pont de Sully
- Pont Charles-de-Gaulle
- Pont National

### Eilanden
- Île aux Cygnes
- Île de la Cité
- Île Saint-Louis

## Andere bezienswaardigheden

### Wijken
De arrondissementen vormen een onderdeel van de bestuurlijke indeling van Parijs, dus staan niet hier bij de bezienswaardigheden in Parijs.
De volgorde is weer die van de arrondissementen.
- Quartier du Sentier
- Le Marais
- Quartier Latin
- Saint-Germain-des-Prés
- Quartier Pigalle
- Montparnasse
- Auteuil
- Montmartre
- Goutte d'Or
- La Défense

### Avenues, boulevards en straten
In het Frans is het gebruikelijk avenue, boulevard, rue of place aan het begin van een straatnaam met een kleine letter te schrijven. In het Nederlands wordt die gewoonte niet overgenomen, worden straatnamen, ook in Parijs, met een hoofdletter geschreven.
- Rue du Louvre
- Rue de Rivoli
- Rue de la Paix
- Rue des Rosiers
- Rue Mouffetard
- Boulevard Saint-Germain
- Avenue des Champs-Élysées
- Avenue Montaigne
- Rue du Faubourg-Saint Honoré
- Boulevard Haussmann
- Boulevard Lannes
- Boulevard Barbès
- Rue Lepic
- Boulevard Périphérique

### Pleinen
- Place Vendôme
- Place Dauphine
- Place du Palais-Royal
- Place des Victoires
- Place des Vosges
- Place de la République
- Place de l'Hôtel-de-Ville
- Place du Parvis-Notre-Dame
- Place de la Bastille
- Place de la Sorbonne
- Place du 18-Juin-1940
- Place de la Concorde
- Place de Clichy
- Place de l'Opéra
- Place Pigalle
- Place de la Nation
- Place d'Italie
- Place du Trocadéro
- Place de Colombie
- Place Diana
- Place du Tertre
- Place des Abbesses

### Spoorwegstations
- Gare Saint-Lazare
- Gare du Nord
- Gare de l'Est
- Gare de Bercy
- Gare de Lyon
- Gare d'Austerlitz
- Gare Montparnasse

### Begraafplaatsen
- Cimetière du Montparnasse
- Catacomben
- Cimetière de Passy
- Cimetière de Montmartre
- Cimetière du Père-Lachaise